# 盛睿安
盛睿安（法語：Antoine Bernard de Saint-Affrique, 1964年12月26日—）是法国企业家，达能首席执行官。中文名叫盛睿安。

## 生平
先祖路易斯·伯纳德是一位新教牧师，在法兰西第一帝国军队中任职，1807年被约瑟夫·波拿巴授予帝国男爵称谓，在法国波旁复辟中也得到承认，因此家族姓氏中固定加入“de Saint-Affrique”称号。
1964年出生于法国上塞纳省布洛涅-比扬古，毕业于高等经济商业学院，1987年在法国海军服役，成为後備軍事動員1989年加入联合利华市场部，1997年加入达能担任地区市场总监，2000年返回联合利华，2005年升任副总裁，2009年升任执行副总裁，2011年担任食品事业部总裁。2015年进入百乐嘉利宝担任董事长兼首席执行官，任职期间这家瑞士巧克力制造商股价接近翻倍，2021年5月被任命为达能首席执行官，2021年9月生效。

## 家庭
已婚，有四个子女。